# Earthian
Earthian (アーシアン?, Āshian) è un manga shōnen-ai di Yun Kōga, da cui è stato tratto un OAV in quattro episodi prodotto da J.C.Staff tra il 1989 e il 1996.
La storia narra le vicende di una coppia di angeli scesi sulla Terra: il loro ruolo è quello di valutare il progresso spirituale-evolutivo degli esseri umani dando loro voti negativi o positivi in base alle loro azioni quotidiane. Se la votazione finale raggiungesse diecimila punti negativi in più rispetto a quelli positivi, gli angeli potrebbero decidere di distruggere definitivamente il pianeta.
Ritenuto che la Terra fosse divenuta un po' troppo distruttiva, vengono inviate più coppie di angeli in qualità di esploratori, per monitorare la situazione: le indagini vengono svolte dai vari team alla ricerca del "bene" e del "male" esistenti. La narrazione si concentra su una di queste coppie angeliche la quale, a causa della disattenzione (o forse della natura troppo premurosa) d'uno dei suoi membri, finisce a ritrovarsi in situazioni impreviste, modificando ed ampliando così il motivo della loro permanenza sulla Terra.

## Trama
Per migliaia d'anni gli angeli sono stati in silenzio ad osservare le vicende terrene, ma rimangono disgustati dal comportamento immorale degli esseri umani verso l'ambiente in cui vivono e i loro simili. Giungono pertanto alla conclusione che, per il bene universale, la razza umana dovrebbe senza indugio alcuno essere spazzata via. Tuttavia, per darle ancora un'ultima possibilità, si decide di mandare delle coppie di angeli sulla Terra per osservare la situazione dall'interno e poter così giudicare meglio. Si suddividono in coppie positive, addette a cercare il bene, e coppie negative, che debbon perlustrare le vie del male, insito all'interno dell'uomo in tutte le sue forme e sfaccettature. Se il risultato finale sarà una maggior presenza di bene, il mondo verrà risparmiato dalla catastrofe e distruzione apocalittica; ma se il male supererà di almeno diecimila unità la presenza di bene allora gli esseri umani (avendo perduto la loro natura positiva) verranno irrimediabilmente annientati.
Gli angeli temono e disprezzano i Lucifers, a cui sono contrapposti, i cosiddetti angeli caduti: generalmente un angelo nasce con i capelli chiari e le ali bianche, ma se agisce per troppe volte contro le direttive del mondo angelico, ecco che i capelli e le ali divengono neri e finiscono per morire. Per indurre gli angeli a star il più possibile lontani dagli umani e dai Lucifers, è stabilito che quando un angelo espone alla vista per tre volte le proprie ali agli umani o ai Lucifers, egli dovrà a sua volta diventare uno di loro (perdendo tutte le originarie prerogative angeliche).
Chihaya è un angelo orfano d'entrambi i genitori ed è nato molto simile ai Lucifers, ovvero con capelli ed ali scure; a causa di questo fatto è stato sempre evitato dai suoi simili, trovando accoglienza solo presso i residenti di un orfanotrofio e dal padre adottivo Michael. Egli diverrà uno dei membri dei team da inviare sulla Terra, e gli viene assegnato il compito di cercare e catalogare il bene presente nel mondo: ciò gli permetterà di conoscere in profondità l'animo umano. Nel corso del tempo, verrà ad interagire sempre più spesso coi Lucifers, sentendo anche una qual certa affinità verso di loro a causa dell'aspetto somigliante.
Chihaya è stato messo in coppia con Kagetsuya, un bellissimo e molto popolare angelo biondo che odia e disprezza al massimo grado l'umanità, oltre ad essere anche molto ostile nei confronti dei Lucifers. A causa di questo radicato pregiudizio egli in un primo momento è ostile anche nei confronti del partner, sminuendolo ed attaccandolo in continuazione a causa dei sentimenti che prova e per l'aspetto. A mano a mano, però, gli sarà sempre più legato, giungendo infine ad aiutarlo nel suoi obiettivo di cercare il bene, anche se questo è contrario alle sue convinzioni.
Le cose si faranno ancora più complicate e difficili per la coppia, a partire dal momento in cui s'innamoreranno reciprocamente; difatti l'omosessualità è rigorosamente proibita nel mondo angelico, ma ciò non fermerà certo i sentimenti che provano l'uno per l'altro. Con l'evolversi delle situazioni molti segreti usciranno allo scoperto, anche riguardanti lo stesso mondo angelico: la coppia di amici e amanti, ma in special modo Kagetsuya, dovrà scegliere da che parte stare.

## Personaggi principali
Chihaya
Seiyu: Nozomu Sasaki
Un bellissimo angelo maschio con lunghi capelli scuri. Nel mondo angelico, dove tutti sono in genere biondi con le ali bianche, queste sue caratteristiche lo rendono una sorta di reietto. Nonostante ciò è felice e positivo, e si preoccupa profondamente per la sorte del pianeta Terra, a differenza di molti altri angeli. Questa sua qualità gli permette di guardare oltre la violenza del mondo, accorgendosi anche di tutte le cose buone e belle create dagli uomini: è assolutamente convinto che nel profondo del loro cuore gli esseri umani siano buoni e gentili, nonostante abbiano indubbiamente molte carenze e difetti.
È un cercatore di bontà, ma tende a farsi trascinare dalle emozioni quando si tratta di giudicare le opere umane; suo specialissimo potere è quello di poter generare tempeste dal nulla.
Kagetsuya
Seiyu: Kazuhiko Inoue
Partner di Chihaya, è un cercatore di male. Ha il tipico aspetto angelico, con capelli biondi ed ali bianche e proviene da una famiglia benestante. Come molti altri nel mondo angelico, prova un forte risentimento nei confronti dell'umanità, che considera irresponsabile ed egoista. Ha una personalità più matura e concentrata di quella di Chihaya, e spesso si ritrova a doverlo togliere dai guai in cui spesso si va a cacciare. Sua abilità speciale è l'evocazione degli uccelli e l'arte della guarigione.
Professor AshiyaScienziato pazzo che ha creato i bioumanoidi Taki e Takako. Sembra amare Taki più d'ogni altra cosa al mondo, e la sua follia raggiunge il suo apice quando la sua amatissima creatura giunge a sfidarlo. Più tardi, ispirato da Chihaya, creerà un terzo androide dalle sembianze di angelo nero.
Taki
Seiyu: Shō Hayami
Androide creato da Ashiya per servirlo e proteggerlo da minacce e pericoli provenienti dall'esterno; possiede una forza e una resistenza sovrumane. Stanco della sua vita di giocattolo prigioniero nelle mani del padrone creatore, convince Takako ed assieme a lui fugge dal laboratorio, con gran orrore e desolazione del professore. Non vuole più essere trattato come un oggetto senza umanità, una cosa priva di vita e senza alcun sentimento.
Takako
Seiyu: Yuriko Yamamoto
Ginoide creata in coppia con Taki. Quando i due si separano finisce con l'imbattersi in Chihaya, il quale l'aiuta a mettersi in salvo dagli sgherri inviati da Ashiya per riportarla al laboratorio. È sempre molto preoccupata per la salvezza di Taki, poiché non sa cosa ne sia stato di lui dopo la loro separazione: ma, a quanto pare, Chihaya ha qualche idea su dove possa esser andato a nascondersi.
Messiah
Seiyu: Hikaru Midorikawa
Androide angelico dalle ali nere creato da Ashiya con un unico scopo, ovvero quello di distruggere la Terra e tutte le persone meschine che la abitano, inutili miserabili che perseguono la loro del tutto inutile esistenza non occupandosi minimamente delle difficoltà e sofferenze di Ashiya. Entrerà in contatto con Chihaya, che gli mostrerà le ali nere identiche alle sue: questo metterà in confusione Messiah, il quale deciderà che il desiderio a cui ambisce maggiormente è quello di protegger Chihaya dalle grinfie di Ashiya (ma non solo), a tutti i costi.
Aya
Seiyu: Saeko Shimazu
Un angelo femmina preposta a cercar il male nel mondo. Ostenta apertamente tutto il suo amore nei confronti di Kagetsuya ed il suo infinito disprezzo per la Terra. Avrebbe tanto voluto essere lei la partner di Kagetsuya e non nasconde la sua invidia e gelosia nei confronti di Chihaya.
Miyagi
Seiyu: Hirotaka Suzuoki
Angelo maschio assomigliante a Kagetsuya. A differenza di quest'ultimo però, egli è un cercatore del bene, ritenendo che all'umanità debba esser concessa una chance per salvarsi. È il partner di Aya; ha un temperamento un po' più tranquillo e posato, e cerca pertanto di tenerla il più possibile sotto controllo.
Signore Seraphim
Seiyu: Shō Hayami
Ex leader dei controllori del mondo angelico che ha contratto il cancro-nero. In seguito scende sulla Terra, dove sarà trovato dai due protagonisti prima di morire: era molto vicino sentimentalmente a Chihaya ed ha preso molto male il suo successivo allontanamento da lui.
Sapphire (Cliff Grey)
Seiyu: Shigeru Nakahara
Un altro angelo che ha contratto il cancro-nero, che è andato a vivere in Inghilterra assieme alla donna che ama, Blair. Chihaya lo incontra in un momento cruciale
Blair
Seiyu: Rei Sakuma
Donna umana amata da Sapphire.

## Episodi
Gli episodi animati sono essenzialmente coincidenti col manga originale, tranne che per uno degli episodi che s'addentra in una storia laterale separata.
| Nº | Titolo internazionale    | In onda          | In onda |
| Nº | Titolo internazionale    | Giapponese       |         |
| 1  | The Beginning of the End | 26 luglio 1989   |         |
| 2  | Fallen Angel             |                  |         |
| 3  | Angelic Destroyer        |                  |         |
| 4  | Final Battle             | 21 dicembre 1996 |         |

## Colonna sonora
Sigle di chiusura
- Mother~for the Earthian cantata da MILK (ep 01)
- Because cantata da Kingo Hamada (ep 02)
- True Romance cantata da Maki Ichihara (ep 03)
- The Destinies cantata da Maki Ichihara (ep 04)